# Squat en France
.

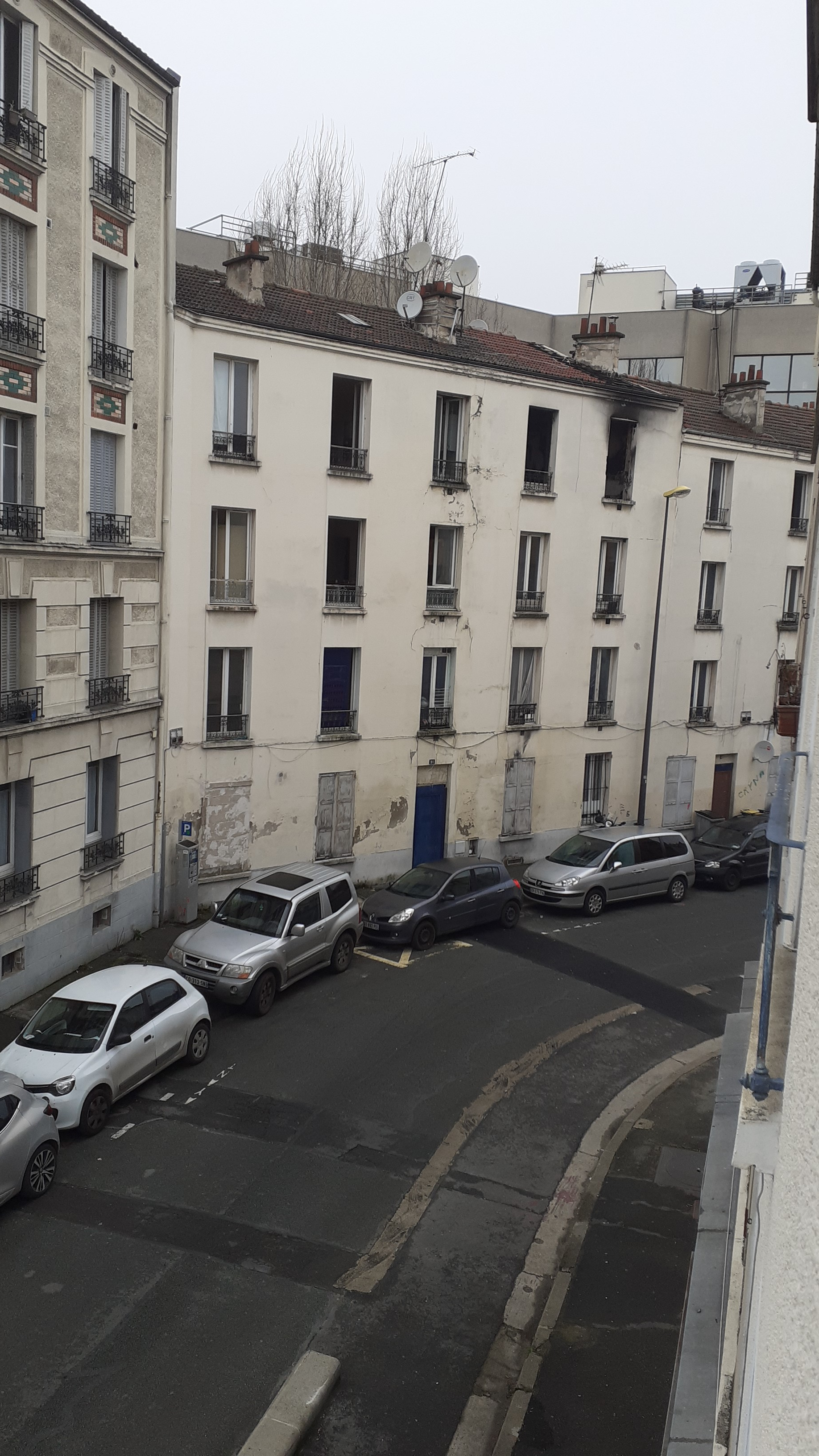
Squat de la rue Mirabeau, à Ivry-sur-Seine, en janvier 2022.

Le squat en France existe au moins depuis le XVIIIe siècle même si le terme de squat, issu de l'anglo-saxon, n'apparaît qu'après la Seconde Guerre mondiale, importé par les mouvements catholiques. Revêtant une infinité de formes tout au long de son histoire, ce qui lie ces différents « squats » est in fine leur situation juridique : une occupation dite « sans droit ni titre » d'un bâtiment. 

## Aspect historique
Des traces d'occupations sans titre sont avérées en France depuis au moins le XIXe siècle voire le XVIIIe siècle. Malheureusement, une certaine « absence de travaux historiques relatifs au logement » ne permet pas d'avoir connaissance de toute la diversité des formes que ces sortes de « proto-squat » prennent. 

### Avant l'apparition du vocable «squat»
À partir de la fin du XIXe siècle, à Paris, des ligues anti-proprios sont créées par des anarchistes, qui revendiquent de cesser de payer le loyer lorsque celui-ci est jugé injuste, et/ou qui organisent des déménagements collectifs « à la cloche de bois » où les locataires s'enfuient sans payer leur terme. S'ils n'organisent pas des « squats » (le terme n'existant alors pas alors dans la langue française) ou même d'occupations sans titre, la pratique de cesser de payer son loyer, pour dénoncer les abus des propriétaires qui louent à des prix exorbitants des immeubles insalubres, semble pourtant s'en approcher.
Les déménagements collectifs donnent lieu à d'autres formes d'action collective. En 1881, les Comités révolutionnaires lancent une grève des loyers.
Tout au long des XIXe et XXe siècles, les occupations sans titre à proprement parler se déroulent donc davantage dans la clandestinité. Ce n'est pourtant pas un phénomène marginal. Artisans, commerçants, cultivateurs, ouvriers, sans travail... Nombreux et nombreuses sont celles et ceux qui se retrouvent à occuper illégalement des maisons vacantes. Des travaux historiques s'intéressant à ces anonymes de l'histoire démontrent bien que ce sont précisément les classes sociales menacées par l'industrialisation et la modernisation de la fin du XIXe début XXe qui recourent à ces méthodes extra-légales pour se loger, afin de ne pas être contraints de dormir dehors. Par ailleurs, les femmes sont loin d'être absentes de telles pratiques. 
Dans l'entre-deux-guerres, ce sont les communistes qui se saisissent de l'enjeu du logement, créent des syndicats, et s'engagent dans une action plus réformiste, progressivement en lien avec les revendications pour les chômeurs issus de la crise des années 1930.

### L'après Seconde Guerre mondiale
Il faut attendre l'après Seconde Guerre mondiale, pour que le terme « squat » arrive en France, par usage du vocabulaire l'anglo-américain, par l'intermédiaire du Mouvement Populaire des familles et des mouvements catholiques. Alors que la crise du logement sévit un peu partout sur le territoire, puisque nombre d'habitations ont été détruites, ils exigent que la nouvelle loi autorisant la réquisition des logements vides par le Préfet soit appliquée. Ils occupent alors des bâtiments, d'abord et surtout dans le sud de la France, avec une organisation clairement hiérarchisée. Ils sélectionnent les familles les plus présentables pour l'opinion publique (ancien combattant, famille nombreuse, ou ayant une bonne moralité) qu'ils acceptent de loger dans le bâtiment ainsi occupé, moyennant le paiement d'un loyer, qu'ils se proposent de remettre au propriétaire. Leur objectif est d'obtenir la légalisation de l'occupation et de reloger les familles les plus méritantes. Ils sont ensuite rejoint par l'Abbé Pierre, alors député, qui accepte d'héberger sur des terrains lui appartenant les personnes les plus nécessiteuses, dans des conditions parfois tellement exécrables que cela lui sera reproché.
À la fin des années 1960 et au cours des années 1970, des étudiants et des jeunes travailleurs d’extrême gauche se saisissent à leur tour du mode d’action « squat », pour proposer un logement à des personnes immigrées, ou tenter de créer une « utopie communautaire ». Au cours des décennies suivantes, alors que certains squats s’affirment en lieux contre-culturels et/ou politiques, la création de l’association Droit au Logement , pour concurrencer et détruire le comité des mal logés qui réquisitionnait populairement des logements sociaux (HLM), vise plutôt à faire reconnaître le logement comme un droit fondamental, via une action réformatrice auprès des pouvoirs publics.
Aujourd'hui, les squats relèvent d'une pluralité de formes. Des squats collectifs, aujourd'hui le plus souvent à tendance libertaire, voient le jour, dans un panel qui va de l'organisation d'évènements culturels et/ou politiques à l'accueil d'autres personnes dans le besoin, jusqu'au « squat d'habitation ».

### Les années 1970

#### À partir de 1972
En France à partir de 1972, des occupations illégales sont mises en place par les « Maos ». Le Secours rouge fondé en juin 1970 a jusqu'en mars 1971 surtout mené des campagnes pour les militants emprisonnés, et une scission se produit en son sein et amène un noyau de militants activistes à s'investir dans des assemblées générales par quartier autour de l'action menée avec les immigrés, mais aussi sur les problèmes de logement, ce qui était relativement nouveau. Les mobilisations se font alors plus largement autour des squats d'habitations, avec d'énormes banderoles "On a raison d'occuper les maisons vides". Elles se font dans le sillage d'une manifestation de plusieurs milliers de personnes en février 1972, avec des déclinaisons à Montreuil, Issy les Moulineaux et les 13e et 14e arrondissement de Paris. L'une d'elles, l'occupation de deux maisons vides à Issy-les-Moulineaux par 23 familles yougoslaves en 1972 va déboucher quelques mois après sur l'Affaire du bal d'Issy-les-Moulineaux de 1972. En janvier 1972, peu après une vague d'activisme sur la cause palestinienne en novembre 1971 dans le 18e arrondissement de Paris, une famille de 8 enfants qui vivaient depuis deux ans en caravane, investit illégalement la villa inoccupée du pianiste de la chanteuse Rika Zaraï, dénigrée pour son soutien militant à l’Etat d’Israël, sur les hauteurs dominant la Seine, au 13 rue Henri-Tariel[réf. nécessaire].
En janvier 1972, l'occupation de logements d'une quinzaine de maisons de mineurs autour de Douai a aussi débuté. Le premier immeuble vacant est occupé en février dans le XIVe arrondissement de Paris. Ensuite, le Secours rouge lancera en février 72 sa campagne pour l’occupation de maisons vides, annoncée en première page du deuxième et dernier numéro de son journal, "Secours rouge" : « Occuper les maisons vides c’est normal ». Ce « mouvement » fera l'objet de l’étude d’Eddy Cherki parue en 1973, dans la revue Espaces & Société. Selon cette étude, entre janvier 1972 et janvier 1973, les militants organisent illégalement près de 70 expropriations « sauvages » de maisons inoccupées et plus d’une dizaine d’immeubles vides sont  occupés.
En septembre 1972, trois squatters et un militant du Secours rouge font la grève de la faim pendant dix-huit jours au 17 rue Jacquier à Paris, pour protester contre l'évacuation de l'immeuble occupé boulevard de la Chapelle. 
En 1977, le mot squat est attesté dans la langue française. La même année, d'après le journal Le Sauvage, le mouvement de squattage souterrain a toujours existé dans Paris. Les premiers militants de l'autonomie parisienne se regroupent dans des squats du 13ème, 14ème, 19ème et 20ème arrondissement de Paris, dans les quartiers promus aux rénovations des années 70.

### Les années 1980 et 1990
En 1984, d'après Libération, le squat est peu développé à Lyon.
Dans les années 1980 et 1990 pour éviter la constitution de squats, la police menace les propriétaires d'assistance à des activités illicites notamment la prostitution s'ils ne réclament pas l'expulsion des individus composant le squat. Par la suite ils font constater la situation par un huissier et investissent les lieux : le vidage des lieux remplit le fourgon cellulaire et les bennes des éboueurs. Pour éviter une récidive, les fenêtres et les portes sont ensuite murées.
En 1987, le Comité des mal-logés est créé à la suite d'incendies dans des hôtels meublés du 20e arrondissement de Paris. Ces hôtels abritaient généralement des immigrés qui ne trouvaient pas d'autres logements. Ils ont été et sont souvent toujours caractérisés par leur insalubrité,.  
Le Comité des mal-logés visait à réquisitionner des HLM non habités en réaction à l'augmentation implicite du seuil des revenus nécessaires pour se voir attribuer un tel logement et à la mise à l'écart de certaines populations dans le processus de sélection. Henry de Lesquen alors sous-directeur de l'organisme OPAC HLM qui gère les logements HLM est accusé de défavoriser les populations immigrées dans l'attribution des HLM.  

## Cadre légal et juridique

### Entrer dans des locaux vides, ou rester après la fin du bail, des conséquences différentes
En France, on différencie l'occupation des locaux selon le caractère contractuel ou non qui lie l'occupant au propriétaire: 
- Non contractuel : l'occupant n'a jamais signé de bail, ou obtenu d'autorisation écrite pour occuper les lieux. Il est occupant sans droit ni titre. Dans ce cadre, on distingue encore:
  - L'entrée par voie de fait (violences physiques ou effraction - carreaux de fenêtres cassés ou serrures fracturées) est interdite, ainsi la loi du 24 juin 2015 (qui a remplacé l’article 226-4 du code pénal) considère qu'il s'agit d'un double flagrant délit par « intrusion illégale » et « maintien dans le domicile ». Elle est considérée comme circonstance aggravante pour prononcer l'expulsion.
  - L'entrée sans voie de fait (une porte était ouverte, ou une fenêtre, ou il n'y en avait même pas).
- Contractuel : dans le cas d'une location (un locataire qui cesse de payer, ou par exemple un occupant qui reste après l'échéance du contrat), le locataire légal restant dans le logement est un occupant sans droit (et non "sans droit ni titre", car il a eu un titre un jour). Cette situation est légalement considérée comme un maintien dans le domicile. Toutefois, l'absence d’intrusion par voie de fait interdit de déloger par la force les occupants durant la période qui s’étend du 1er novembre au 31 mars[19].

### Évolution de la législation dans les années 2020 et suivantes
Le droit évolue pour accentuer la répression des squatteurs et à faciliter les expulsions de locataires qui ne payent plus leur loyer ou ne souhaitent pas quitter le logement en 2020,, 2021 (loi sur la Sécurité globale) puis en 2022,,. 
Le 24 juin 2015, à la suite d'un fait divers monté en épingle par les médias, le Parlement a adopté une loi visant à préciser l'infraction de violation de domicile pour renforcer la répression de l'occupation illicite du domicile d'autrui. 
En septembre 2020, à la suite de l'affaire du squat de Théoule-sur-Mer, l'Assemblée nationale adopte l'article 30 ter de la loi ASAP, qui étend la procédure d'expulsion administrative des squatteurs aux résidences secondaires et aux pied-à-terre. Ainsi, conformément à ce que prévoyait déjà la procédure d'expulsion administrative pour les résidences principales, le Préfet peut ordonner l'expulsion des occupants sans droit ni titre sans passer devant le juge, y compris lorsque le logement occupé n'est pas la résidence principale de son propriétaire. La loi oblige également le Préfet à rendre sa décision dans un délai de 48 heures.
Par ailleurs, l'article 30 quater de la même loi aggrave les peines encourues par les squatteurs à 3 ans de prison et 45 000 euros d'amende.
Néanmoins, en 2023, le Conseil constitutionnel censure une mesure de la loi « anti-squat » visant à exonérer le propriétaire de la responsabilité d’entretenir leur bien en cas de squat. Le Conseil constitutionnel estime qu’exonérer le propriétaire de cette responsabilité est « une atteinte disproportionnée au droit des victimes d’obtenir réparation du préjudice résultant du défaut d’entretien d’un bâtiment en ruine ». C'est au propriétaire que la charge de démontrer que le logement était en bon état avant le squat ou qu’il a été empêché par le squatteur de remplir son obligation d’entretien.

## Aspect politique
Le squat peut être considéré comme un produit du mal logement comme le soutient Florence Bouillon dans son ouvrage Les mondes du squat , portant sur les squats de Marseille. La chercheuse établit un lien entre la hausse du prix des logements privés bon marché et la saturation du parc social qui aboutit à l'exclusion des populations pauvres du parc social ou privé et les oblige à se tourner vers des façons d'habiter comme le squat. Les squats représentent une autre forme d'habitat spontané moins connue notamment car difficilement visible et peu étudiée. Selon Florence Bouillon, les squatteurs ne sont pas tous forcés de se loger d'une telle manière, pour certains c'est un choix contraint. En effet, plutôt que de subir les habitats proposés par les marchands de sommeil, pour des personnes qui n'ont pas accès aux logements d'urgence, qui n'ont pas de possibilité de loger chez des proches, le squat paraît être une meilleure option. 
Dans cette étude elle va à rebours des préjugés. En effet, on considère généralement les squats comme des lieux où règnent insalubrité et violence. Pourtant, les squats regroupent diverses réalités bien différentes. Certains squats pouvant être aménagés de manière confortable, payant ou gratuit, ouvert ou à accès restreint. Contrairement à ce que l'on pourrait penser ce n'est pas non plus une zone de non-droit, il existe des normes plus ou moins explicites propres à chaque squat, des rapports de pouvoir, de domination sont visibles à l'intérieur d'un squat collectif. Les populations qui pratiquent cette forme d'habitat sont pour la plupart des populations défavorisées : familles immigrées arrivées récemment, mineurs clandestins, chômeurs, intérimaires, mères célibataires. Le squat peut aussi être le lieu de revendications politiques de la part de mouvances politiques anarchistes ou autonomes mais aussi des habitants de ces squats qui défendent leur forme d'habiter.
Selon Le Squat de A à Z, guide issu de la mouvance politique des squats :
« Squatter, c’est entre autres, pas de loyer à payer, pas d’interrogatoire à subir pour savoir si on peut repeindre sa chambre en vert pomme. C’est être libre et responsable dans son lieu de vie. C’est aussi un moyen de survie quotidienne qui peut mener à se questionner sur nos façons de vivre, sur le travail, la famille, la vie collective, le train-train quotidien, sur les possibilités de vivre nos idées dans une telle société… »
« Chaque squat est différent. Les pratiques et la théorie développées par les occupants dépendent largement des contextes politique, socio-économique, juridique, inter-relationnel, etc., mais tout squat est “politique”, dans la mesure où il bouleverse, même parfois involontairement, l’ordre social et la propriété privée. »
« Le squat est dépendant des espaces laissés à l’abandon par la bourgeoisie et le système capitaliste en général. Sachant cela, il ne peut être considéré comme un but, mais tout au plus comme un moyen. Mais pas n’importe quel moyen. Le squat peut être un lieu de résistance et d’expérimentation. En squattant, la recherche d’autonomie permet de rendre certaines de nos idées effectives. Squatter, c’est prendre une part de l’interdit, c’est se placer un minimum en rupture au niveau socio-économique. »
« La lutte au quotidien des squats peut se retrouver ainsi dans des pratiques diverses : autogestion, gratuité, récupération/recyclage, réquisitions en tout genre, ouverture sur l’extérieur et confrontation des façons de vivre, débats en tous genres… »
Parisquat, publié en 2008, évoque cette scène squat parisienne. Il s'agit d'un recueil de documents et de témoignages de squatteurs autonomes de la fin des années 1990, comportant également un chapitre sur l'histoire des squats.
Bien que le squat dans sa facette politique soit pratiqué notamment par des personnes issues de mouvements anarchistes, autonomes ou autogestionnaires, certains organismes comme le DAL ou Jeudi noir agissent de concert avec les institutions dans le but de reloger des personnes précaires qui ne sont pas en situation de marginalité ou de désaffiliation. Jeudi noir fait pression sur les municipalités en privilégiant des squats pour reloger les personnes précaires qui participent à l'opération de squat et aident les municipalités à repérer les locaux vacants. Le collectif recherche un impact médiatique important pour alerter sur les problématiques du mal-logement et l'inaction des pouvoirs publics pour régler ce problème. Quant au DAL, le collectif n'a pas toujours utilisé le squat comme outil pour porter ses revendications. Selon Cécile Péchu le DAL combine des squats qui visent directement à reloger des familles, dits "squats réels", et des squats "symboliques" qui ont pour objectif d'alerter les médias et l'opinion publique sur la situation du mal logement pour faire pression sur les pouvoirs publics. Le DAL est critiqué par les autres squatteurs parisiens, accusé de vouloir s'occuper seul le problème du logement en instrumentalisant la pauvreté de familles immigrées. 

## Aspect artistique
Dans une démarche différente, les squats artistiques sont apparus à Paris et dans les grandes villes de France dès les années 1980 entre autres par le mouvement Art-Cloche. Répondant au besoin d'espace ressenti par de nombreux jeunes artistes, ces lieux de création peuvent être ou non autogérés, habités, réhabilités, ouverts au public, accueillir des manifestations (concerts rock alternatif, expositions, happening, fêtes, etc.).
Cependant la plupart des squats d’artistes avant les années 1990 ont fait l’objet de négociations avec les propriétaires, une sorte de loyer étant payé par les occupants. Les arrangements sont d’autant plus aisés que l’on cible des immeubles appartenant à des entreprises d’État, aux collectivités, et aux institutionnels. Il en va ainsi des fameux Frigos (91 Quai de la Gare), appartenant à la SNCF, et investis en 1980 : très vite une convention d’occupation est passée avec la société nationale ; progressivement, et grâce cette fois à l’activisme raisonné d’une association de défense, les Frigos vont non seulement survivre aux plans d’aménagement du quartier Paris Rive Gauche, mais en devenir le pôle de l’art vivant, à côté du pôle culturel et patrimonial représenté par les galeries de la rue Louise Weiss, l'université Paris VII et la Bibliothèque nationale de France. 

### Après la chute du mur de Berlin
Tout autre est l’histoire des squats nés dans les années 1990, dans l’onde de choc de la chute du mur de Berlin. À cette date en effet, Berlin devient l’eldorado des squatteurs, notamment artistes. Cette ruée des jeunes européens vers les grandes surfaces abandonnées à l’Est va familiariser toute une génération d’artistes à des modes d’occupation de l’espace public qu’ils ont ensuite mis en œuvre de retour chez eux. Repérer un lieu, l’investir, construire et aménager très vite de façon à donner un sens et une légitimité à l’occupation, puis organiser la vie collective… À Paris le coup d’envoi est donné dans un lycée désaffecté, en 1996 avec Yabon Paname (après la Forge), Titou, Pascal Holemaert...: le lycée Diderot deviendra pendant deux ans une ruche rassemblant 300 artistes en mal d’ateliers, le Pôle Pi. Le pôle Pi expose à l'exploitation  de ce qui devient une « zone » d'alégalité. Squat d'abord, le Pôle Pi attire outre les artistes des cohortes de sans logis ou sans-papiers, mais aussi des artistes aujourd'hui reconnus comme Jean Starck, Rita Mitsouko... fermé à la suite d'une procédure en 1998, devenu aujourd'hui l'école nationale supérieure d'architecture de Paris-Belleville. L'esprit Pôle Pi va alors se déplacer vers d'autres lieux : SSOCAPI, Pastourelle (Marais public) Matignon, AlterNation, où l'on retrouvera des figures de l'underground, Eduardo Albergaria, le « politique » des squats (mort en 2000 dans le squat, il promeut les systèmes de bail précaire existant à l'étranger), mais aussi Yabon Paname (Franck Hiltenbrand) au squat du Carrosse, 20e, après Canal 35 et une candidature coup d'éclat à la mairie du 10e... ou encore les peintres Pierre Manguin (qui deviendra un temps animateur d'un espace collectif officiel, l'Atelier en commun "le 100", rue de Charonne 11e), Frédéric Atlan, le sculpteur Titou… 
Des municipalités ont transformé certains d'entre eux en lieux officiels consacrés à la culture (La Forge, hôpital éphémère, squat de la rue Rivoli à Paris). Certaines ont tenté de recréer l'effervescence créatrice qui fait leur intérêt. 

### À partir des années 2000: la recherche d'une pérennisation
À partir des années 2000, en effet, la mobilisation paye et l'image des squats d'artistes devient positive dans les médias, encourageant la demande de stabilisation des lieux ouverts. cf. les rares études universitaires sur la question. Un cas exemplaire est celui de Chez Robert, l'électron libre, au 59 rue de Rivoli (ouvert en 1999 par Kalex, Gaspard et Bruno, KGB), dont la façade décorée de façon psychédélique a révélé aux passants en plein centre de Paris l'existence et l'exubérance du mouvement des squats d'artistes. En 2001, le squat Rivoli est désigné par les statistiques du Ministère de la culture comme le 3e lieu d'art contemporain parisien en nombre de visiteurs : 40 000 sur l'année écoulée. Capable de proposer à la Mairie, nouveau propriétaire du lieu, un projet de pérennisation crédible, le collectif expulsé en 2006 crée une association qui administre désormais cet espace légalisé, rénové et rouvert au public en septembre 2009. Une trajectoire analogue est suivie par le centre, plus "social", de la Petite roquette, comme par la Générale (Parmentier et Sèvres).
Ouvert en 2002, le Laboratoire de la Création, 111, rue Saint-Honoré (Paris, 1er), est le premier squat conventionné par le propriétaire, la Ville de Paris, en 2005.
À l'autre extrémité du spectre, des lieux emblématiques ferment faute d'avoir trouvé les deux leviers de la pérennisation : la force du (projet) collectif et l'existence d'un interlocuteur institutionnel. Le cas de la Miroiterie (ouverte en 2000 au 88 rue de Ménilmontant dans une fabrique abandonnée, la  miroiterie Bosch) l'illustre : en dépit d'ateliers abritant une vingtaine d'artistes et musiciens, d'une salle de concert fameuse (ouverte sans conditions à 5 000 groupes en 10 ans, et des jams sessions dominicales annoncées dans la presse la plus officielle), qui ont attiré le public dans un quartier pauvre où fleurissent désormais salles branchés (Bellevilloise) et galeries d'art, le lieu racheté par un promoteur privé a été condamné à l'expulsion en juin 2010, malgré le soutien affiché d'une mairie sympathisante mais dépourvue de tout levier d'action.
D'un point de vue sociologique, les squats d'artistes s'insèrent dans un processus de gentrification, les artistes investissant les premiers des zones peu valorisées de l'aire urbaine, avant les jeunes cadres créatifs et professions intellectuels en quête d'espaces, qui modifient la dynamique commerciale de l'immobilier. De ce fait l'hypothèse est souvent émise d'une contribution décisive des squatteurs artistes à la revalorisation symbolique d'un quartier, l'exemple du périmètre Bellevilloise-Miroiterie-Carosse étant considéré comme exemplaire. S'il est de fait que la cote de ce quartier s'est sensiblement élevée, la question n'est pas tranchée à ce jour, les comparaisons avec d'autres zones gentrifiées du même arrondissement n'ayant pas montré d'effet spécifique du squat.
De 1997 à 2004, l'expérience du Wagon, à Saint-Brieuc, et inspirée du mouvement punk, a proposé un lieu de vie et de culture alternative.

## Squats notables
- L'USINE (Montreuil, France)
- L'Attiéké (Saint-Denis, France)
- Transfo (Bagnolet, France)
- Espace autogéré des Tanneries (Dijon, France)
- Squat Saint-Just (Marseille)
- Le Wagon (Saint-Brieuc)
- La Maison Cozette (Amiens)
- Squat Saint Rock (Amiens)
- Le SPA (Gennevilliers)

## Recensement des squats
Face aux manques de données officielles sur le squat en France, le ministère du Logement a créé un Observatoire des squats en 2021. Entre janvier et mai 2021, « 124 demandes de procédures sont remontées aux préfets dans des cas supposés de squats » et dans 95 cas, le propriétaire a pu récupérer son logement avant la fin du mois de mai 2021. En mai 2024, le ministre du Logement, le ministre de la Justice et le ministre de l'Intérieur adressent une circulaire aux préfets leurs demandant de faire remonter mensuellement les chiffres sur les squats.

## Vidéo
- Philippe Roziès, Lutter... ici et maintenant, LCP-Assemblée nationale, KUIV productions, 2013, 60 minutes.